# Mansfield Smith-Cumming
Mansfield Smith-Cumming (ur. 1 kwietnia 1859, zm. 14 czerwca 1923) – sir, kontradmirał, pierwszy szef brytyjskiej Tajnej Służby Wywiadowczej MI6 (oznaczanej wówczas kryptonimem MI1c). 
Ukończył Britannia Royal Naval College w Dartmouth, w południowej Anglii. Następnie służył na HMS "Bellerophon", w 1882 brał udział w kampanii egipskiej, za co został wysoko odznaczony. Z powodu złego stanu zdrowia w 1885 został zwolniony z Marynarki Wojennej i ożenił się z bardzo zamożną kobietą, May Cumming (stąd nazwisko Smith-Cumming).
Pracę w wywiadzie rozpoczął w listopadzie 1892.